# Communauté de communes Cœur de Nacre
Die Communauté de communes Cœur de Nacre ist ein französischer Gemeindeverband mit der Rechtsform einer Communauté de communes im Département Calvados in der Region Normandie. Sie wurde am 29. November 2002 gegründet und umfasst zwölf Gemeinden. Der Verwaltungssitz befindet sich im Ort Douvres-la-Délivrande.

## Mitgliedsgemeinden
| Gemeinde                             | Einwohner 1. Januar 2022 | Fläche km² | Dichte Einw./km² | Code INSEE | Postleitzahl |
| ------------------------------------ | ------------------------ | ---------- | ---------------- | ---------- | ------------ |
| Anisy                                | 796                      | 4,19       | 190              | 14015      | 14610        |
| Basly                                | 1.043                    | 3,92       | 266              | 14044      | 14610        |
| Bernières-sur-Mer                    | 2.446                    | 7,66       | 319              | 14066      | 14990        |
| Colomby-Anguerny                     | 1.356                    | 5,61       | 242              | 14014      | 14610        |
| Courseulles-sur-Mer                  | 4.202                    | 7,92       | 531              | 14191      | 14470        |
| Cresserons                           | 1.078                    | 3,59       | 300              | 14197      | 14440        |
| Douvres-la-Délivrande                | 5.123                    | 10,71      | 478              | 14228      | 14440        |
| Langrune-sur-Mer                     | 1.893                    | 4,74       | 399              | 14354      | 14830        |
| Luc-sur-Mer                          | 3.295                    | 3,64       | 905              | 14384      | 14530        |
| Plumetot                             | 203                      | 1,23       | 165              | 14509      | 14440        |
| Reviers                              | 601                      | 4,38       | 137              | 14535      | 14470        |
| Saint-Aubin-sur-Mer                  | 2.125                    | 3,03       | 701              | 14562      | 14750        |
| Communauté de communes Cœur de Nacre | 24.161                   | 60,62      | 399              | –          | –            |